# Ceweng
Ceweng is een bestuurslaag in het regentschap Jombang van de provincie Oost-Java, Indonesië. Ceweng telt 3909 inwoners (volkstelling 2010).